# Alto dos Moinhos
Alto dos Moinhos – stacja metra w Lizbonie, na linii Azul. Została otwarta 14 października 1988 wraz ze stacjami Colégio Militar/Luz i Laranjeiras, w ramach rozbudowy linii do strefy Benfica.
Stacja znajduje się na Rua João de Freitas Branco, pod wiaduktem Av. Lusíada, obsługując obszar w pobliżu Estádio da Luz. Projekt architektoniczny jest autorstwa Ezequiela Nicolau i malarza Júlio Pomar.
Początkowo planowano nazwać stację Centro Administrativo.
W pobliżu znajduje się Museu da Música, do którego wchodzi się bezpośrednio ze stacji.